# Veikko Hintikka
Eero Veikko Kalevi Hintikka, född 15 september 1931 i Helsinge, är en finländsk botaniker. Han är bror till filosofen Jaakko Hintikka.
Hintikka avlade filosofie doktorsexamen 1964 på en avhandling om klimatets inverkan på växternas utbredning. Han var 1964–1976 docent i botanik vid Helsingfors universitet, 1972–1975 tf. professor i skogsbiologi/- patologi vid Skogsforskningsinstitutet samt 1993–1994 tf. professor i skogspatologi och 1976–1994 biträdande professor i propedeutisk botanik vid Helsingfors universitet.
Han har publicerat över 100 vetenskapliga och populärvetenskapliga artiklar samt läro- och kursböcker i botanik och mykologi.